# Wolffel
Eduardo Jiménez Wolffel bajo el seudónimo de drkprty o simplemente Wolffel (comúnmente estilizado como WØLFFEL) es un músico, productor de música electrónica y pintor de la escena underground. 
Empezó a familiarizarse con la música desde una edad temprana tocando el piano a la edad de 9 años y escuchando música clásica, con el tiempo fue desarrollando gusto por la música electrónica escuchando artistas como Kraftwerk, Daft Punk y Depeche Mode, a la par que iba a clases de otros instrumentos musicales. Su música actual está más cercana al synthwave o a la glitch, acompañada de instrumentos de cuerda clásicos y percusiones en vivo.
En 2019, sacó su primer álbum de estudio titulado 1985 y el 31 de octubre de 2021 su LP Down the Line.

## Influencias
En sus propias palabras, afirma que John Carpenter (así como las películas de terror ochenteras) y grupos de música electrónica como Modeselektor, Underworld, Chemical Brothers y Digitalism son una fuerte influencia en su música y en la nostalgia que quiere transmitir.

## En vivo
Realiza sus presentaciones en vivo utilizando un ordenador portátil como el corazón del acto, con algunos sintetizadores y diversas máquinas de persecución como el TR8 de Roland.

## Discografía

### Álbumes
LP
- Down the Line (Self released, 2021)
- 1985 (Self released, 2019)

EP
- No Words (Self released, 2017)

### Sencillos
- Let It Flow (Self released, 2016)